# 福島県道313号中野梍町線
福島県道313号中野梍町線（ふくしまけんどう313ごう なかのさいかちまちせん）は、福島県福島市にある一般県道である。

## 概要

### 路線データ
- 起点 : 福島市飯坂町中野字高取
- 終点 : 福島市飯坂町字梍町
- 総延長 : 2.095km[1]
  - 実延長：2.062km
- 路線認定年月日：1959年8月31日[2]

## 地理

### 通過する自治体
- 福島市

### 交差する路線
- 国道13号万世大路（飯坂町中野字高取（中野高取交差点） 起点）
- 国道399号飯坂バイパス（飯坂町字田中前）
- 福島県道3号福島飯坂線（福島県道5号上名倉飯坂伊達線重用区間）（飯坂町字梍町 終点）

### 沿線
- 福島市役所飯坂支所・乙和公園
- 福島交通飯坂線花水坂駅